# Tzitzak
Tzitzak of çiçek  in het Turks (wat bloem betekent) (†750) was de dochter van khan Bihar van de Khazaren. Ze huwde met de Byzantijnse keizer Constantijn V Kopronymos in 732 en werd in 741 tot keizerin gekroond, waar ze haar naam wijzigde in Irene. Samen hadden ze een zoon, Leo IV en vermoedelijk stierf ze in het kraambed.
Het huwelijk tussen Constantijn en Tzitzak, was een onderdeel in de overeenkomst die Leo III van Byzantium, de vader van Constantijn, sloot met de Khazaren in ruil voor steun in de Byzantijns-Arabische oorlogen.
Het weinige dat we weten over Tzitzak, komt van de geschiedschrijver/monnik Theophanes de Belijder, die haar dan ook vele christelijke deugden toedichtte. Ze werd aan het hof bewonderd voor haar kledij, de tzitzikia.
Ook over haar dood weten we weinig. In 751 hertrouwde Constantijn met een zekere Maria. 